# Raab-Katzenstein RK 27
Die Raab-Katzenstein RK 27 war die Konstruktion eines halbstarren Klein-Luftschiffs der Raab-Katzenstein-Flugzeugwerke in Kassel aus dem Jahr 1929.

## Entwicklung
Anfang 1929 kündigten die Raab-Katzenstein-Werke den Bau eines Kleinluftschiffs zur Überwachung von Überlandleitungen an, das für einen englischen Kunden hergestellt werden sollte. Unter der Bezeichnung Raab-Katzenstein RK 27 entstand unter Richard Bauer der Entwurf eines halbstarren Klein-Luftschiffs. Da die Raab-Katzenstein-Werke keine Erfahrungen im Luftschiffbau hatten, zog Bauer den Luftschiffpionier August von Parseval für die Entwicklung hinzu. Zeitgleich zur Entwicklung der RaKa RK 27 entstand bei der Luftfahrzeug-Gesellschaft in Seddin aus der Zusammenarbeit von Parseval und Naatz ein zweites Kleinluftschiff mit der Bezeichnung Parseval-Naatz PN 28. Kurz vor Fertigstellung des Luftschiffs erfolgte im Mai 1929 die Bekanntmachung, dass beide Luftschiffe als Werbeluftschiffe an die Firma Monheim/Trumpf in Aachen abgeliefert werden sollten.
Der erste Aufstieg der RaKa RK 27 erfolgte am 3. Mai 1929 in Waldau als Fesselballon durch Antonius Raab, Kurt Katzenstein und August von Parseval. Der Erstversuch scheiterte an einer zu kurzen Halteleine, durch die das nickende Schiff Bodenberührung bekam. Bei einem zweiten Startversuch wurde das Luftschiff durch eine Windböe auf den Boden gedrückt und leicht beschädigt. Erst am 4. Juni 1929 gelang es Raab und Katzenstein, das frei fliegende Luftschiff auf Höhe zu bringen und eine 10-minütige Erstfahrt zu absolvieren. Nach einigen Modifikationen erhielt die RK 27 die Musterzulassung der DVL und wurde als D-RK27 registriert. Eine erste 3,5 Stunden lange Fernfahrt absolvierte die RK 27 am 8. Juni 1929 zwischen Kassel und Hannover.

## Einsatz
In seiner kurzen Einsatzzeit wurde die RK 27 mehrfach, meist am Ankerplatz, durch Windböen beschädigt. Bereits am 5. Mai 1929 wurde die am Ankermast in Waldau verankerte RK 27 von einer Windböe zu Boden gedrückt. Dabei brach der klappbare Kiel in zwei Teile. Erst Anfang Juni 1929 war das Luftschiff wieder einsatzklar und flog zur ersten Teilnahme an einem Flugtag nach Hannover, wo die RK 27 am 9. Juni 1929 erneut am Ankermast liegend von einer Windböe beschädigt wurde. Am 7. September 1929 musste die RK 27 eine außerplanmäßige Zwischenlandung bei einem Überlandflug in Mockau nach einem Motorausfall absolvieren. Am Boden wurde das Luftschiff von einer Böe erfasst und abgetrieben. Ein erneuter Zwischenfall ereignete sich am 27. September 1929 in Magdeburg bei einer Notlandung wegen defekter Gasregulierung und Benzinzufuhr, woraufhin die Luftpolizei ein Flugverbot für das Luftschiff in Magdeburg verhängte. Am 2. Oktober 1929 riss sich das am Landemast vertäute Luftschiff durch eine Windböe erneut los und trieb in Richtung Umflutkanal bei Magdeburg ab, wo das Luftschiff am Boden irreparabel zerschellte.

## Weitere Vermarktung
Die Raab-Katzenstein-Werke boten das halbstarre Kleinluftschiff in ihren Preislisten von 1929 zu einem Stückpreis von 65.000 RM an. Statt des störungsanfälligen Anzani-Motors wurde ein 40 PS Salmson-Motor als alternativer Antrieb in einem 70.000 RM teuren Luftschiff angeboten. Mit der Zentralexport & Co. in Berlin verhandelte Raab noch Anfang 1930 über den Bau eines Luftschiffs zu einem Preis von 100.000 RM. Nach den zahlreichen, medial verfolgten Zwischenfälle der D-RK27 und der vollständigen Zerstörung nach nur fünf Monaten Einsatzzeit fanden sich jedoch keine Kunden mehr für einen weiteren Luftschiffbau bei Raab-Katzenstein. Die D-RK27 blieb ein Einzelstück. Die Abschreibung von Entwicklungs- und Herstellkosten in Höhe von 100.000 RM für den Bau der D-RK27 belasteten die wirtschaftliche Situation der Raab-Katzenstein-Werke 1929 erheblich und beschleunigten den wirtschaftlichen Niedergang des Unternehmens.

## Konstruktion
Anders als die Parseval-Prall-Luftschiffe wurde die RaKa RK 27 als halbstarres Luftschiff mit einem Stahlrohr-Kielgerüst nach dem Entwurf von Naatz ausgelegt. Das Kielgerüst konnte für Transportzwecke in drei Teile von etwa 10 Metern Länge zerlegt werden. Unter dem Kiel befand sich die Kabine, in der bis zu vier Personen Platz fanden. Die Hülle des Luftschiffs wurde bei der Ballonfabrik Augsburg hergestellt. Sie hatte ein Fassungsvolumen von 1440 m³. In der Hülle war ein Ballonett von 280 m³ enthalten, mit dem der Ballondruck ausgeglichen werden konnte. Die Gesamtlänge der Hülle umfasste 40,4 Meter. Der maximale Hüllendurchmesser lag bei 8,6 Metern. Statt der ursprünglich vorgesehenen eigenen Motorenentwicklung RaKa RK M.I kamen in der RK27 zwei konventionelle 35 PS Anzani-Motore zum Einsatz, die eine maximale Fahrtgeschwindigkeit von 80 km/h ermöglichten. Die erreichbare Prallhöhe lag bei 1000 Metern. Das Tankvolumen von 160 Litern reichte für längere Fahrten von bis zu 10 Stunden oder auch für Überlandfahrten bis zu 800 km.

## Technische Daten
| Kenngröße             | RK 27                                      |
| --------------------- | ------------------------------------------ |
| Besatzung             | 3–4                                        |
| Länge                 | 40,40 m Kiel: 3 × 10,00 m                  |
| Durchmesser           | 8,60 m                                     |
| Gasvolumen            | 1440 m³ Ballonett: 280 m³                  |
| Leermasse             |                                            |
| Höchstgeschwindigkeit | 80 km/h                                    |
| Gipfelhöhe            | 1000 m                                     |
| Tankvolumen           | 160 l                                      |
| max. Flugdauer        | 10 h                                       |
| Aktionsradius         | 800 km                                     |
| Antrieb               | 2 × Anzani-Dreizylinder, 35 PS (ca. 30 kW) |